# ナデージュ・ボーソン＝ディアーニュ
ナデージュ・ボーソン＝ディアーニュ（Nadège Beausson-Diagne、1972年6月18日 - ）は、フランスの女優である。-ボーソン＝ジャーニュとも。

## 人物・来歴
1972年（昭和47年）6月18日、フランスの首都パリに生まれる。
1993年（平成5年）、21歳のときにリシャール・J・トムソン監督のフランス映画『ヴァンパイアマニアの夜』で映画界にデビューした。以来、女性監督の映画、アフリカ系監督の映画を中心に活動をつづける。
2009年（平成21年）3月27日放送開始のテレビドラマ『Actions spéciales douanes』（フランス2）でザジ役で主演する。
2010年（平成22年）公開のジャン＝リュック・ゴダールの映画『ゴダール・ソシアリスム』に出演している。

## フィルモグラフィ
- 『ヴァンパイアマニアの夜』 Night of Vampyrmania : 監督リシャール・J・トムソン、1993年
- 『同盟は指を探す』 Alliance cherche doigt : 監督ジャン＝ピエール・モッキー、1997年
- 『その母、娼婦』 Sa mère : 監督ブリジット・ルアン、テレビ映画、2001年
- 『シェフと素顔と、おいしい時間』 Décalage horaire : 監督ダニエル・トンプソン、2002年
- 『ジョゴ』 Les Couilles de l'éléphant (Djogo) : 監督アンリ＝ジョゼフ・クンバ・ビディディ、2002年
- 『肉体は悲し』 La Chair est triste : 監督ジェレミー・ナシフ、短篇映画、2002年
- 『水浴をする女たち』 Les Baigneuses : 監督ヴィヴィアーヌ・カンダス、2003年
- 『森の沈黙』 Le Silence de la forêt : 監督バセク・バ・コビオ / ディディエ・ウエナンガール、2003年
- 『スターは俺だ!』 Podium : 監督ヤン・モワスク、2004年
- 『恋愛相談欄』 Courrier du cœur : 監督クリスチャン・フォール、テレビ映画、2004年
- 『牛ショック』 Coup de vache : 監督ルー・ジュネ、テレビ映画、2004年
- 『マダム・イルマ』 Madame Irma : 監督イヴ・ファンベール、2005年
- 『シュティの地へようこそ』 Bienvenue chez les Ch'tis : 監督ダニー・ブーン、2007年
- 『ベイビー・ラブ』 Comme les autres : 監督ヴァンサン・ギャラン、2008年
- 『アガト・クレリー』 Agathe Cléry : 監督エチエンヌ・シャティエ、2008年
- Actions spéciales douanes : テレビ映画シリーズ、2009年 - 主演
- 『ゴダール・ソシアリスム』、監督ジャン＝リュック・ゴダール、2010年

## 関連事項
- リシャール・J・トムソン （fr:Richard J. Thomson）
- ジャン＝ピエール・モッキー （fr:Jean-Pierre Mocky）
- ブリジット・ルアン （fr:Brigitte Roüan）
- ダニエル・トンプソン （fr:Danièle Thompson）
- アンリ＝ジョゼフ・クンバ・ビディディ （fr:Henri-Joseph Koumba Bididi）
- ジェレミー・ナシフ （fr:Jérémie Nassif）
- ヴィヴィアーヌ・カンダス （fr:Viviane Candas）
- バセク・バ・コビオ （fr:Bassek ba Kobhio）
- ディディエ・ウエナンガール （fr:Didier Ouenangare）
- ヤン・モワスク （fr:Yann Moix）
- クリスチャン・フォール （fr:Christian Faure）
- ルー・ジュネ （fr:Lou Jeunet）
- イヴ・ファンベール （fr:Yves Fajnberg）
- ダニー・ブーン （fr:Dany Boon）
- ヴァンサン・ギャラン （fr:Vincent Garenq）
- エチエンヌ・シャティエ （fr:Étienne Chatiliez）

## 註
1. ↑  "Nadège Beausson-Diagne : du jeu et des actes " par Falila Gbadamassi, article du 26 mars 2005 sur Afrik.com consulté le 27.03.2009.
2. ↑  Internet Movie Databaseの「Nadège Beausson-Diagne」の項、およびワイルド・バンチによる公式サイト「Socialisme Archived 2008年2月12日, at the Wayback Machine.」の記述を参照。2009年7月19日閲覧。